# Antonio Cotoner y Vallobar

Antonio Cotoner y Vallobar empieza actuando en la vida pública de su país por haber demostrado tener dotes especiales de talento y merecer la confianza de los jurados de la ciudad y Reino para el desempeño de una importante comisión.
Hecho culminante que engrandeció en la persona de Antonio Cotoner la categoría social de su familia abriéndole la entrada en el Estamento más elevado existente entonces en el Reino de Mallorca; después de haber acreditado sus dotes de diplomático, en Madrid, con la creación de la Real Audiencia de Mallorca, el rey Felipe II lo armó Caballero por su propia mano en 1572. Esta ceremonia en tiempos de la Casa de Austria, permite imaginar a Don Antonio haciendo vida cortesana destacándose en ella por sus sólidas condiciones.

## Sindico delGran i General Consell
Fue Jurado de la Ciudad y Reino por el estamento de ciudadanos militares en 1568. Por su talento y excepcionales condiciones fue nombrado nuncio o embajador extraordinario de la Universidad de la Ciudad y Reino de Mallorca a la Corte de Felipe II en Madrid con la delicada comisión de gestionar el establecimiento de una Real Audiencia en nuestra isla. 

El 14 de octubre de 1568 el Gran i General Consell eligió al jurado ciudadano Antonio Cotoner y Vallobar como síndico para acudir a la Corte a negociar la creación de la Audiencia, de acuerdo con unas determinadas bases. Para conseguirlo, la Universidad se ofreció a asumir el coste de la mitad de los gastos que generase, incluidos los salarios de sus ministros. Puesto que entonces existían ya los cargos de regente y abogado fiscal, remunerados por el Real Patrimonio, en realidad sólo se comprometía a asumir el salario de la mitad de las plazas que se creasen ex novo para constituir la Rota[...]

[...]El resultado de este proceso fue la promulgación de la pragmática de 11 de mayo de 1571, que configuró un tribunal organizado en una sola sala, presidida por el lugarteniente general e integrada por seis doctores: el regente, el abogado fiscal y cuatro consejeros, el más moderno de los cuales sería el encargado de la instrucción de las causas criminales en calidad de juez de corte.

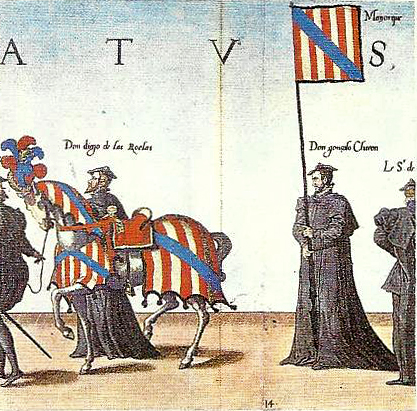
Emblema heráldico del Reino de Mallorca en guion y gualdrapas del caballo en las exequias por la muerte en 1558 de Carlos I de España.

Lo que consiguió creándose dicho tribunal por Real cédula dada en Aranjuez a 11 de mayo del año 1571, cuya soberana disposición aparece íntegramente publicada en un folleto de 1618 en el cual se menciona, en el folio 2 vuelto, el nombre de Antonio Cotoner, sindico, procurador y nuncio de la Universidad de Mallorca, consignándose en la Real Cédula la forma y plan del establecimiento de aquel tribunal y se dictan reglas de procedimiento para la tramitación de los negocios encomendado a su jurisdicción.

## Creación y puesta en marcha de la Real Audiencia
El síndico Cotoner tuvo que aceptar la pragmática, en nombre de la Universidad de Mallorca, expresando que lo hacía «no por fuerça ni enganno, sino de mi grado y cierta sçiençia, y espontánea y libre voluntad», en casa y presencia de Juan Dimas Loris, regente del Consejo Supremo de Aragón. Por carta de 30 de mayo de 1571, el monarca ordenó al virrey que antes de la publicación de la pragmática mandase llamar a los jurados para explicarles la importante merced que se les había hecho con esa concesión, cuyo contenido les debía exponer antes de que pudiesen leerla por sí mismos. El objetivo era conseguir que ratificasen la aceptación hecha por su síndico; un requisito imprescindible para que la Universidad asumiese su contribución a la paga de los salarios.
Efectivamente, el 12 de noviembre de aquel año el Gran i General Consell, a propuesta de los jurados, ratificó la aceptación de la pragmática y aprobó la partida de ochocientas libras que la Universidad debía abonar cada año, detrayéndola de los fondos consignados al pago de las pensiones y la amortización de la deuda pública. 
El funcionamiento efectivo de la Real Audiencia se inició en el verano de 1573, una vez que todos sus miembros hubieron tomado posesión de sus cargos.